# Calzedonia
Calzedonia je italský řetězec prodejen s textilním zbožím zaměřený na prodej spodního prádla, plavek, punčocháčů nebo legín. Celosvětově provozovala společnost k roku 2021 přes 5 tisíc kamenných obchodů v několika desítkách zemí na celém světě. 
Společnost byla založena v roce 1986 ve Veroně podnikatelem Sandrem Veronesim. Společnost, která provozuje kamenné pobočky Calzedonia, je zároveň vlastníkem dalších obchodů jako Intimissimi nebo Tezenis. K roku 2019 byl generálním ředitelem společnosti v USA syn jejího zakladatele Marcello Veronesi. Společnost sídlí ve městě Dossobuono nedaleko italské Verony v regionu Benátsko. 